# Kanu
Kanú je vrsta čolna. Ime izvira iz poimenovanja severnoameriškega (kanadski) indijanskega čolna, ki je bil največkrat izdelan iz lesenega ogrodja in oplate iz lubja, tesnjen pa z drevesno smolo. Ime kanu se uporablja danes za različne čolne, od tradicionalnih čolnov obvodnih ljudstev do čolnov za zabavo in šport. Skupna značilnost kanujev je razmeroma odprt trup in poganjanje z enojnim (enolistnim) veslom ali odganjanje s palico. Praviloma veslo nima opore na čolnu; veslač drži veslo prosto z obema rokama.
Za rekreacijske kanuje je značilno sedenje na klopci. Tekmovalci v kanuju na divjih vodah klečijo na obeh kolenih in se z zadnjico opirajo na sedež ali klopco, tako, da imajo popoln nadzor nad lego čolna. Tekmovalci na mirnih vodah klečijo na enem kolenu, z drugo nogo pa se odganjajo ob zavesljaju nazaj, drugih opor pa nimajo. 
Nekoliko drugačen čoln je kajak. Za kajak je značilno nizko sedenje, predvsem pa uporaba dvojnega vesla - vesla z dvema lopatama. Za boljše obvladovanje čolna imajo kajaki za divje vode še notranje opore za bedra ali kolena in stopala.
Skupna značilnost kajakov in kanujev je, drugače kot pri številnih drugih čolnih na vesla, da veslač gleda v smeri vožnje, kar je pomembno pri lovu iz čolna in nujno za vožnjo po divjih vodah. Veslač obrnjen nazaj pa lahko bolje izrabi moč mišic celega telesa.
Sodobni leseni kanuji so sestavljeni iz reber iz tršega, prožnega lesa (jesen, brest) in lahke oplate, na primer iz smrekovine. Oplata je na rebra pribita, na primer z bakrenimi zakovicami. Obliko ohranjajo vzdolžne in povezovalne letve. Ključna sestavna dela sta še sprednja in zadnja krivina in »srček«. Vodotesnost dosežejo s platneno prevleko, prepojeno z oljno barvo.

## Galerija
- Tekma kanujev dvoklekov (ženske) na mirnih vodah
- Kanu v mrtvem rokavu reke Ljubljanice
- Kanadski potovalni kanu na brzicah. Slika Frances Anne Hopkins.
- Drevak - kanu s Salomonskih otokov